# 프로이센 (지역)

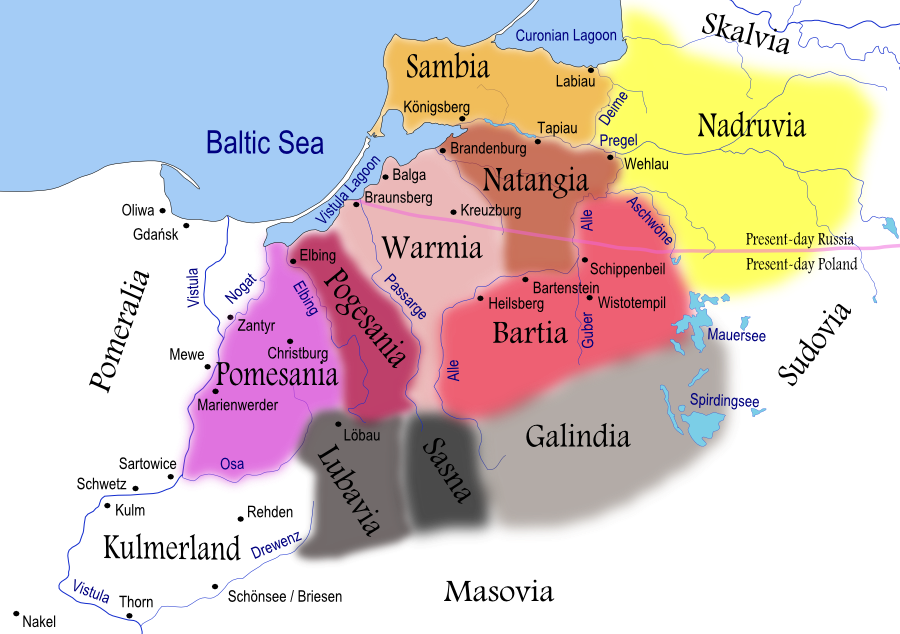
프로이센 십자군 이전인 1200년경 프로이센 지역에 거주했던 발트해 원주민 부족들.

프로이센(고대 프로이센어: Prūsa; 독일어: Preußen; 리투아니아어: Prūsija; 폴란드어: Prusy; 러시아어: Пруссия, 라틴어: Pruthenia /Prussia/Borussia)은 발트해 남쪽에 위치한 유럽의 역사적 지역으로, 서쪽의 비스와강 삼각주부터, 동쪽의 쿠로니아 사주까지 이어져 있고 내륙으로는 마주리를 포함한다. 이 지역은 옛 프로이센(영어: Old Prussia)라고도 불린다. 타키투스의 게르만족의 기원과 현황은 프로이센 지역의 원주민과 영토에 대한 목격담을 적은 첫 기록이다. 가이우스 플리니우스 세쿤두스는 로마인들이 이미 유틀란드 너머의 바다를 항해한 적이 있다고 기록했다. 스비아인, 시톤인, 고트인들이 게르만족의 대이동 시기 아에스트인과 인접하여 비스와강 서쪽과 동쪽의 프로이센 지역에 일시적으로 살았다.